# Place Saint-Hubert
La  Place Saint-Hubert est une place de Lille, dans le Nord, en France.

## Situation et accès
Il s'agit de l'une des places du quartier du Lille-Centre.
La place Saint-Hubert est une place bordée par la rue des Canonniers est desservie par les stations de métro Gare Lille-Flandres et Gare Lille-Europe.

## Origine du nom
La place tire son nom de la rue Saint-Hubert à partir de laquelle elle a été créée.

## Historique
La place se situe dans l’ancienne enceinte espagnole, construite entre 1617 et 1621, lors de l'extension de la ville sous l’âge d’or des archiducs Albert et Isabelle, gouverneurs des Pays-Bas.
La place a été créée au milieu des années 1980 à la suite du prolongement de la rue des Canonniers de la rue de Roubaix jusqu'à la place des Buisses et de la démolition des constructions entre cette rue prolongée et l'étroite rue Saint-Hubert, dégageant un espace nommé place Saint-Hubert. Les maisons du nord-est de la rue Saint-Hubert qui étaient accolées à l'ancien rempart de 1617-1622 ont été préservées. Des immeubles de bureaux sont construits au début des années 1990 sur l'autre face de la place à l'emplacement d'un ancien quartier populaire, ensemble de courées insalubres donnant sur la cour des Élites, rasé progressivement des années 1950 aux années 1980.
Le centre commercial et hôtel MammaShelter a été ouvert en 2019 à l'angle sud de la place, au nord de l'ancienne caserne Souham et sur le contour de l'ancien bastion Saint-Maurice.

## Bâtiments remarquables et lieux de mémoire
Trois sites classés aux monuments historiques de Lille sont situés aux abords de la place:
- La porte de Roubaix, à l'origine porte de Reneau puis porte Saint-Maurice, est une porte de Lille, inscrite dans l’ancienne enceinte espagnole construite entre 1617 et 1621. Inaugurée en 1625, elle a été percée de deux arches latérales et restaurée en 1875 pour laisser passer la ligne F du tramway. Elle a été classée monument historique en 1929[2].
- La maison des Vieux Hommes est le dernier vestige de l’ensemble hospitalier Saint-Charles Borromée destiné à abriter des "pauvres anciens hommes qui ne peuvent plus gagner leur vie". Sa fondation s'inscrit dans le mouvement de création de nombreux établissements charitables au cours du XVIIe siècle à Lille. La maison est inscrite Monument historique par arrêté du 18 août 1944[3]
- La caserne Souham, ou caserne Saint-Maurice, partiellement démolie au début des années 1980. Les façades et toitures de tous les bâtiments subsistants ainsi que les murs de clôture de la caserne ont été inscrits au titre des monuments historiques en 1985[4].